# Siderno
Siderno (Sidernu in calabrese) è un comune italiano di 17 550 abitanti della città metropolitana di Reggio Calabria in Calabria.
La città è composta dal borgo antico, posto in collina, denominato Siderno Superiore (che si trova a 194 m s.l.m.) e dalla parte moderna, denominata Siderno Marina, sviluppatasi a ridosso della Costa dei Gelsomini. Siderno, al centro della Locride è il più grande e popoloso centro abitato presente sulla costa jonica, tra Reggio Calabria e Catanzaro.

## Storia

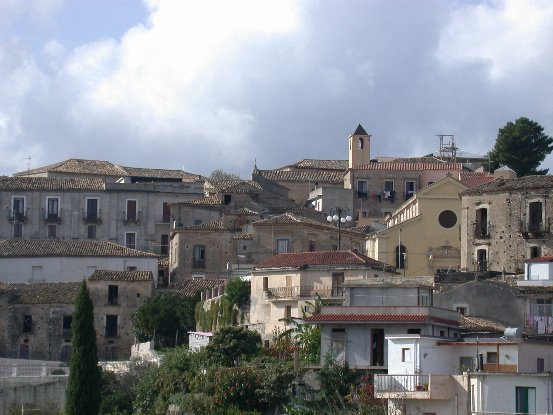
Siderno Superiore

La storiografia e l'archeologia ritengono Siderno un sito di "origine antica", ma non si hanno informazioni precise circa la sua origine anteriormente al 1220, quando il toponimo compare nei documenti d'età sveva. Il nome potrebbe derivare dalla famiglia Siderones o dal greco Sideros, che indicherebbe l'antico quartiere delle fonderie dell'antica Locri. Alcuni storici ritengono che fu una colonia greca risalente all'VIII-VI secolo a.C. 
Nel 1250 Siderno fu sotto il dominio dei conti Ruffo di Catanzaro, ai quali seguirono altri feudatari. Il paese subì numerosi danni in seguito al terremoto del 1783 che colpì quasi tutta la Calabria. Con la conseguente ricostruzione la zona costiera iniziò a popolarsi, diventando un importante polo commerciale, sbarco di merci provenienti dai maggiori porti italiani.
Nel 1806 Siderno terminò il periodo feudale e, dopo essere stato una contea/frazione di Grotteria e solo nel 1811 divenne comune autonomo.
Nel 1869 la sede del comune passò da Siderno Superiore a Siderno Marina.

### Reperti storici
Un resto scultoreo greco (raffigurante una testa) fu trovato in contrada Salvi. Un altro reperto, meno conosciuto e più generico, è una mozza colonna di granito liscio attribuibile al periodo imperiale romano, rinvenuta tra fine Settecento e primo Ottocento, (dopo il 1809 perché deposta presso la chiesa di Portosalvo, sorta in quell'anno), proveniente con molte probabilità dalle rovine di una villa romana prediale, detta Schiriminghi, ritrovata nell'attuale contrada Randazzo. Altre tombe e manufatti di epoca antica sono stati rinvenuti nei pressi della fiumara Novito, non lontano dalla cosiddetta Timpa Tenda.

### Origine della Marina di Siderno
La marina di Sidèroni (antico nome del luogo) era costituita da diversi raggruppamenti, primo fra tutti il nucleo attorno alla Torre e alla cappella di Porto Salvo abitato da pescatori e marittimi, e l'altro composto da agricoltori e massari, denominato Cerchietto. Altri villaggi erano sparsi in tutto il territorio (infatti, il territorio di Siderno è una costellazione di contrade). Nel territorio rurale di Siderno emergevano dal verde molte ville padronali, nelle quali soggiornavano il possidente e la famiglia nel periodo dei raccolti, da giugno alla vendemmia. Tra il Settecento e l'Ottocento lo «scarricaturi» (il pontile di scarico) di Siderno diventò uno degli scali marittimi più importanti del Meridione, richiamando molti commercianti e imprenditori dalle zone tirreniche calabresi, dalla Sicilia e dal Napoletano, che a Siderno decisero di impiantare varie attività. Verso la metà del Settecento, nella Marina di Siderno sorse una delle primissime industrie, probabilmente in anticipo rispetto alla rivoluzione industriale. L'opificio era destinato alla produzione di salnitro, materia prima nella preparazione della polvere da sparo, di cui faceva parte anche il carbone estratto nelle modeste miniere del vicino paese di Agnana.

### Architetture militari
Cinta muraria
Della cinta muraria del Cinquecento restano solo pochi resti. La cinta muraria fu innalzata da Vincenzo Carafa. Tra il XVII e il XIX secolo venne in parte demolita per esigenze urbanistiche mentre la torre fu completamente distrutta dal terremoto del 1908.
In passato le porte della città erano tre: la porta di Salita Arco, la porta verso Passioti e Pozzilloni e la porta nel quartiere Ianora.

### Simboli
Nello stemma è rappresentato un mare fluttuoso al naturale, sovrastato da una cometa d'oro accostata da due stelle, con ornamenti esteriori da Città.»
Il gonfalone è un drappo di azzurro riccamente ornato di ricami d'oro.

## Monumenti e luoghi d'interesse

### Architetture religiose

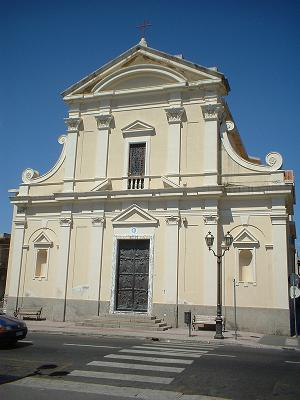
Chiesa di Portosalvo.

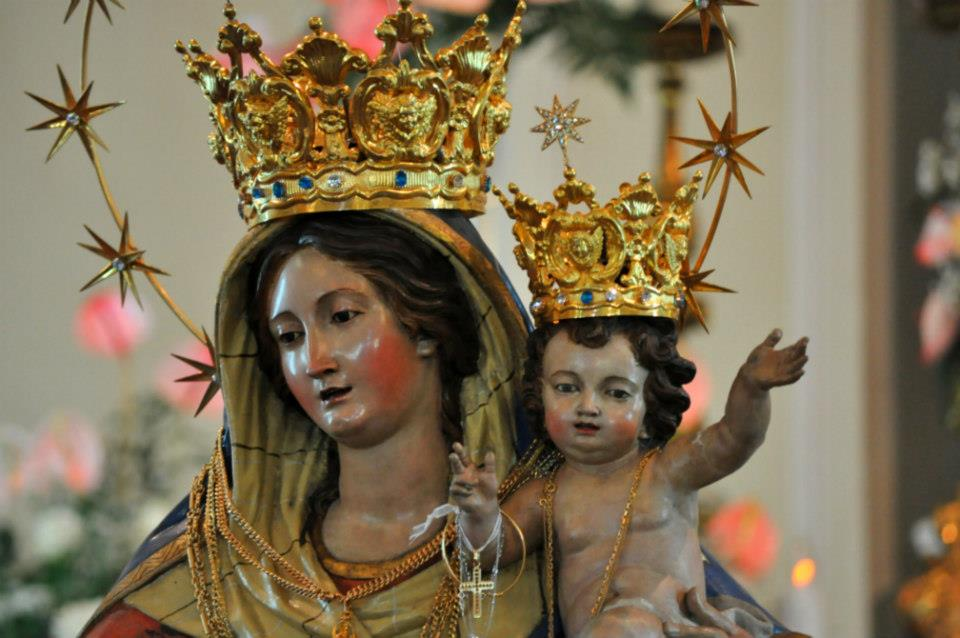
Maria SS. di Portosalvo

Chiesa di Santa Maria di Portosalvo.
La chiesa di Portosalvo si trova nel cuore di Siderno Marina e sorge vicino al luogo dove sorgeva l'antica chiesa. Presenta una facciata ornata da lesene dotate di capitelli e coperta da un timpano. Il suo interno è suddiviso in tre navate; da notare la statua lignea di Maria SS. di Portosalvo, nell'abside centrale, oltre al pulpito e alla fonte battesimale in marmi policromi. La statua di Maria SS. di Portosalvo è un'opera di notevole pregio esecutivo, realizzata nel 1819 dallo scultore Francesco Verzella. Lateralmente alla navata di sinistra si trova una piccola cappella che custodisce diverse opere. L'edificio è adornato da diversi dipinti e varie decorazioni, opere del decoratore e pittore liturgico maestro Guido Faita da Montalto Uffugo. Sono presenti inoltre varie opere marmoree e bronzee, come la porta bronzea, realizzata nel 1987 dallo scultore calabrese Giuseppe Correale e la Cena di Emmaus del maestro Rosario La Seta.
Il portale bronzeo è composto da otto pannelli con iconografie raffiguranti scene della vita di Gesù e Maria; i primi quattro sono: l'Annunciazione dell'angelo, la Natività, la Fuga in Egitto, la Visita di Maria a santa Elisabetta ed esprimono tutta la teologia mariana; seguono le Nozze di Cana, la Deposizione, la Pentecoste e l'Assunzione.
Al fianco della chiesa sorge un campanile alto 33 metri.
Chiesa di Santa Maria dell'Arco (o di Santa Caterina)

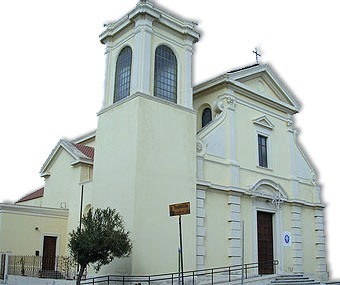
Chiesa S. Maria dell'Arco.

La chiesa, che sorge nella parte moderna di Siderno, fu costruita nel 1536 ma fu danneggiata più volte dai terremoti e ricostruita alla fine dell'Ottocento. L'attuale chiesa fu aperta al culto nel 1934. Ha una struttura molto semplice, una facciata sobria e l'interno a tre navate. All'interno si trova la statua lignea della Regina Pacis, opera dell'allora giovane scultore sidernese Correale, appena diciassettenne, che nel 1944 la scolpì da un unico tronco di legno. La statua si trova su una base intagliata con due angeli accanto che reggono la scritta "Regina Pacis Ora Pro Nobis".
Degni di nota, anche il quadro raffigurante la Madonna dell'Arco (datato 1910), e la statua della Madonna di Lourdes (festeggiata il 2 giugno).
Chiesa della Madonna del Carmine (Siderno Marina)
La Chiesa fu fondata nel 1924 per riedificare la precedente, una baracca di legno distrutta da un incendio, successivamente divenuta oratorio delle Suore di Maria Immacolata. Il portale fu donato da Vittorio Emanuele III. La chiesa è a pianta ovale, possiede la statua della Madonna del Carmine (scampata all'incendio), altre statue più recenti di San Nicola di Bari, il Sacro Cuore di Gesù, San Giuseppe e Maria Immacolata.
Chiesa di San Nicola di Bari - Arcipretura Protopapale (Siderno Superiore)

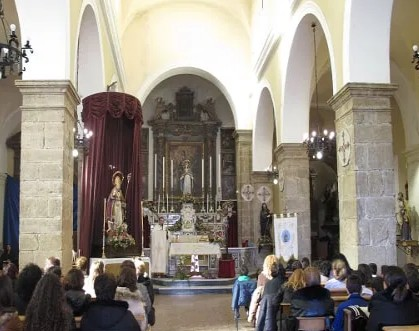
Interno Chiesa Matrice (Arcipretale) di S. Nicola di Bari.

La chiesa di San Nicola di Bari risale al periodo normanno (sec. XI). L'edificio è stato ricostruito nel sec. XVII con chiara ispirazione tardo-rinascimentale. Della struttura originaria conserva probabilmente la struttura a tre navate e i pilastri in pietra locale, che dividono l'edificio in tre navate. Nel 1742 la porta d'ingresso della chiesa fu posta a oriente, mentre originariamente era situata secondo l'uso greco a occidente. Al centro, preceduto da una breve scalinata, si apre il portale litico di provenienza locale, ornato da colonnine con capitello ionico, rette da plinti che sorreggono un architrave con coronamento decorativo a timpano curvilineo. Si segnala la balaustra dell'altare maggiore, fantasiosa opera dell'artista partenopeo Vincenzo Trinchese (1775). In una piccola nicchia sul portale è collocata una statuetta marmorea quattrocentesca, leggermente aggettante, raffigurante San Nicola benedicente. Prezioso e degno di nota è il frontale del tabernacolo con rilievi figurativi a bassorilievo e la balaustra in marmi policromi della stessa struttura, a transenna barocca. Al suo interno sono conservate tantissime opere degne di nota come la statua lignea di San Nicola di Bari, la statua marmorea di Santa Caterina d'Alessandria, San Francesco da Paola, San Giuseppe, Sant'Antonio di Padova, Maria Immacolata, Madonna del Rosario, Madonna della Purità, Madonna Addolorata, Gesù Risorto, e San Giovanni evangelista. Oltre all'altare in stile barocco, custodisce alcune preziose tele di Scuola napoletana del XVII secolo, tra le quali quella posta sull'altare maggiore raffigurante la Madonna con Gesù Bambino tra san Nicola e san Giuseppe. Va ricordato il tesoro di S. Nicola, ricco di argenti e ori. Il portale della facciata è di semplici forme baroccheggianti. Il contesto della chiesa è il borgo di Siderno Superiore, dove di lato alla chiesa si ammirano alcuni palazzi del Settecento ornati di portali e cornici di pietra, alcuni dei quali sottoposti a recente restauro. Prospiciente alla chiesa matrice, c'è piazza di S. Nicola con affaccio panoramico sulla costa.
Chiesa di San Carlo Borromeo (Siderno Superiore)

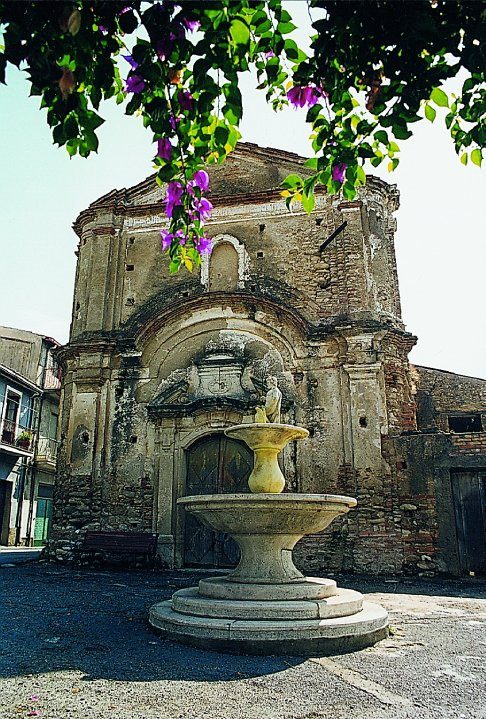
Chiesa di San Carlo Borromeo.

La chiesa intitolata a san Carlo Borromeo si trova nel centro di Siderno Superiore, è gusto classico e motivi barocchi. La sua costruzione risale alla fine del XVI secolo. All'esterno vi è una facciata classica intervallata da elementi barocchi e un portale in tufo con un arco a sesto ribassato, finte colonne laterali e un timpano spezzato con all'interno la data 1854. L'interno, a una navata, presenta un altare tardo barocco in marmi policromi e alcune cappelle laterali, tra le quali quella dedicata al beato M. Ligorio. Attualmente l'edificio è chiuso al culto e in attesa di recupero.

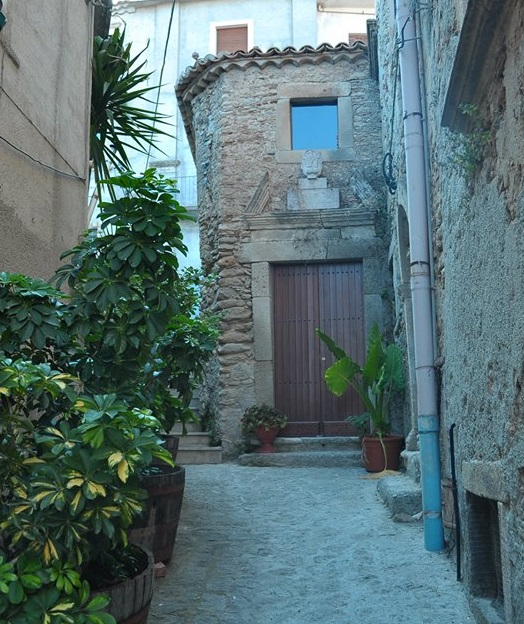
Chiesa del Carmine.

Chiesa del Carmine (Siderno Superiore)
Costruita come cappella privata della famiglia Falletti intorno al XVII secolo, la chiesa ha una forma ovale e uno stile tardo rinascimentale. Il portale è sormontato da un timpano spezzato e dallo stemma di famiglia. Da notare la statua bronzea della Madonna Immacolata.
Chiesa del SS. Rosario (Siderno Superiore)
Edificio in stile barocco, un tempo annesso al convento di San Domenico.
Dell'edificio restano oggi una campana del 1723 che raffigura la Madonna del Rosario, san Domenico e santa Caterina, le mura perimetrali esterne e alcune cappelle laterali, tra le quali quella dei Correale Santacroce che conserva il sepolcro in marmo bianco del 1651 con lo stemma della famiglia e quella della famiglia Mazziotta.
Convento dei padri domenicani (Siderno Superiore)
Il convento risale alla prima metà del Seicento e fu fondato dal frate dell'ordine domenicano, Paolo Piromalli. In seguito fu danneggiato dal terremoto del 1783. Fu restaurato e riaperto nel 1798. Nel 1809 fu occupato dai francesi e tutti i beni contenuti al suo interno furono venduti all'asta. Il convento fu acquistato in seguito dalla famiglia Macrì per passare poi ai Campoliti, i quali lo usarono per abitazione privata. Oggi del convento restano solo pochi resti, tra i quali il chiostro.
Le chiese presenti nelle contrade sono :
Chiesa dell'Immacolata del Mirto,
Chiesa dell'Annunziata di Salvi,
Chiesa di Maria Regina della Famiglia a Vennarello,
Chiesa della Madonna del Rosario, di Donisi.

## Architetture civili
Palazzo De Mojà (Siderno Superiore)
La struttura risale al XVII secolo e si trova vicino alla piazza dedicata a san Nicola; fu la residenza di una famiglia nobiliare spagnola.
Il palazzo è caratterizzato da balconcini con cornici a tripla ghiera in pietra, finestre quadrate, un portale in pietra con arco a tutto sesto.
Da qui si accede a un androne con volta a botte pavimentato a lastroni e ciottolato e a un atrio dal quale parte una scalinata. Il palazzo è stato da pochi anni recuperato dall'amministrazione comunale ed è sede di numerosi eventi culturali.
Palazzo Falletti (Siderno Superiore)

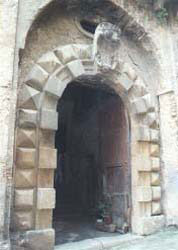
Portale di Palazzo Falletti.

Costruito alla fine del XVII secolo per opera della famiglia Falletti presenta tre livelli. Nella facciata principale vi è un portale in pietra con un arco a tutto sesto e bugne miste (portale dichiarato monumento nazionale).
Lo stemma in marmo bianco della famiglia Falletti è situato al centro del portale.
Accanto al portale vi sono quattro finestre e un balcone in ferro battuto. In una grata in ferro sono incise le iniziali di famiglia G.B.F.L. (Giovanni Battista Falletti Lamberti). All'interno vi è un androne coperto da volte a crociera da cui parte una scalinata in pietra.
Palazzo Correale-Santacroce (Siderno Superiore)
Magnifico palazzo settecentesco su due livelli. Il palazzo presenta un portale con arco a tutto sesto nel quale vi è una particolare scultura rappresentante tre volti umani.
All'interno da vedere l'atrio coperto da volta a crociera e la scalinata in pietra.
Palazzo Calautti (Siderno Superiore)
L'edificio risale al Seicento. Presenta un portale in pietra con arco a tutto sesto, una piccola finestra quadrata con inferriata e un balcone. Sul palazzo vi sono alcune iscrizioni latine che raccontano la sua storia.
Palazzo Englen (Siderno Superiore)
Edificio nobiliare del XVIII secolo, nel Palazzo dormì re Ferdinando IV di Borbone.
Palazzo Audino (Siderno Superiore)
Un raffinato palazzo edificato nel XIX secolo. Presenta delle decorazioni molto eleganti sulle finestre e balconcini in ferro battuto.
Casa Amato (Siderno Superiore)
Edificio che risale nel suo nucleo originario alla fine del Cinquecento.
Il suo aspetto attuale è frutto di importanti modifiche apportate agli inizi del Novecento. Nota di interesse è la facciata posta a mezzogiorno che presenta un portico che si affaccia su un caratteristico giardino mediterraneo. Il cortile di casa Amato è punto di incontro culturale nelle manifestazioni estive.
Casa Albanese
Qui si riunivano gli oppositori del regime fascista durante la seconda guerra mondiale.
Edificata nel 1770 dalla famiglia Albanese, presenta una facciata decorata da finte lesene e un tetto terrazzato. È circondata da un grande giardino nel quale sorge una colonna greca.
Villa Albanese
Costruita nel 1920, la villa in stile Liberty è circondata da un ampio parco. Qui visse il senatore del Regno Giuseppe Albanese e soggiornarono membri della famiglia reale Savoia-Aosta.

## Piazze e vie principali di Siderno Marina
Piazza Vittorio Veneto
In questa piazza si trova il Monumento dedicato ai caduti della prima guerra mondiale, scolpito nel 1924 da Michele Guerrisi. Raffigura un soldato che tiene un pugnale nella mano destra, mentre con la sinistra regge un angelo alato. Poggia su un piedistallo di marmo bianco, su cui si trova scolpito un elenco di nomi di caduti. In questa piazza si svolge ogni anno il Premio Letterario di Poesia dialettale intitolato al poeta Giomo Trichilo (1847-1933), organizzato dall'associazione culturale, denominata l'Eco di Siderno.
A monte di piazza Vittorio Veneto sorge il Palazzo municipale, che nel 2000 è stato ampliato e ammodernato al suo interno.
Piazza Risorgimento
In questa piazza esisteva una vecchia fontana, simile a quella di oggi, che è stata ricostruita, più grande e circondata ai quattro lati da altrettanti leoni.
Corso della Repubblica
Il corso della Repubblica è la via principale di Siderno Marina. Sul corso si affacciano molte attività commerciali, la chiesa di santa Maria di Portosalvo e Villa Albanese.
Corso Garibaldi
Importante arteria, attraversa la cittadina ed è parallela al corso della Repubblica; anche su essa sono presenti diverse attività commerciali, scuole (elementare, media) e l'Università UniCusano, che ha una sua sede.
Piazza Portosalvo
È una delle piazze principali, su cui si affaccia la chiesa matrice di Santa Maria di Portosalvo, patrona di Siderno.
Lungomare delle Palme
Il lungomare intitolato a Cosimo Iannopollo, ex sindaco di Siderno, è uno dei luoghi più importanti e di maggior ritrovo di Siderno. Il lungo marciapiede è abbellito da aiuole e da una ringhiera in ferro battuto, a foglie. Nel periodo estivo molte sono le attività commerciali avviate, quali pizzerie, gelaterie e stabilimenti balneari, che sorgono sulla spiaggia a ridosso della ringhiera inframezzati da aree di spiaggia di libero accesso.

### Altre piazze presenti nelle frazioni
Piazza San Nicola (Siderno Superiore)
In questa piazza si trova il busto in ricordo di Paolo Piromalli (Siderno, 1592 – Bisignano, 1667), un frate domenicano. Il frate Paolo Piromalli entrò come novizio nel convento di San Giorgio Morgeto. Egli fu scrittore, missionario in Africa nella vangelizzazione di alcune tribù e poi arcivescovo di Bisignano. Conobbe la prigionia, durante la quale scrisse un dizionario in lingua armena. Il busto presente in piazza San Nicola è anche questo opera dello scultore Giuseppe Correale. Frate Paolo Piromalli dal convento di S. Giorgio Morgeto si trasferì nel convento di Soriano Calabro e poi nel convento di San Domenico Maggiore di Napoli, dove conobbe frate Tommaso Campanella e ne fu discepolo. Frate Piromalli e frate Campanella, quest'ultimo filosofo e teologo originario di Stilo, fecero entrambi parte dell'Ordine dei frati domenicani. Frate Piromalli ritornò in Calabria e nel 1628, fondò il convento domenicano di Siderno Superiore (distrutto dal terremoto avvenuto nel 1783). La stima e l'amicizia intercorsa tra frate Paolo Piromalli e frate Tommaso Campanella fu molto stretta, tanto che Campanella al suo confratello, discepolo e conterraneo calabrese, affidò i 29 libri della Teologia.
Piazza Berlinguer (Donisi)
Questa piazza fu intitolata, nel 2018, al segretario del Partito Comunista Italiano Enrico Berlinguer (1922–1984). Nello stesso anno, su proposta dell'associazione culturale Libra, fu intitolata anche una strada di Donisi a Pierre Ceresole (1879–1945), pacifista di origine svizzera, fondatore del Servizio Civile Internazionale e, precisamente il tratto stradale compreso tra l'incrocio di via Toronto e la Strada Statale 106 Jonica. Pierre Ceresole, negli anni 1950 (precisamente nel 1951), quando una violenta alluvione devastò l'intera Calabria, inviò numerosissimi volontari del Servizio Civile Internazionale, per studiare i possibili interventi da realizzare in loco. In particolare fece realizzare, importanti opere pubbliche e, tra queste, il Ponte (situato nei pressi del Torrente San Filippo, inaugurato nel novembre del 1952 e già in precedenza intitolato allo stesso Ceresole). La costruzione del Ponte ebbe, da subito, una valenza non solo economica (rappresentando l’unica forma di collegamento con il centro cittadino di Siderno) ma anche socio-culturale. Non fu comunque la sola opera realizzata a Donisi, in quanto sempre grazie a Ceresole, si ottenne anche la costruzione della scuola elementare, situata a circa cento metri dal ponte stesso.

### Statue e monumenti commemorativi

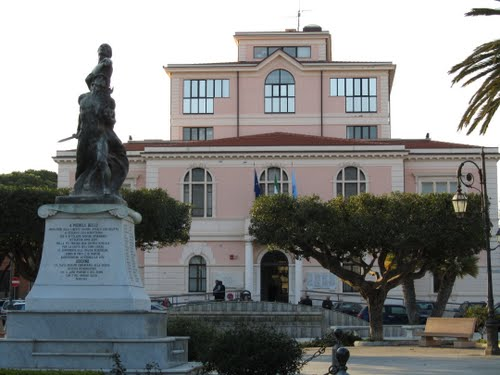
Monumento ai caduti e Palazzo Municipale
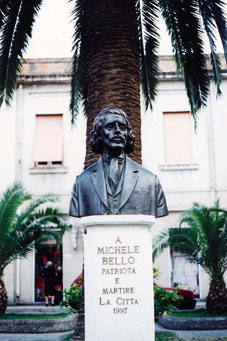
Busto dedicato a Michele Bello

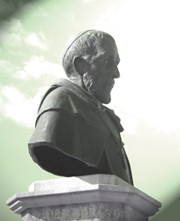
Busto dedicato al frate Paolo Piromalli
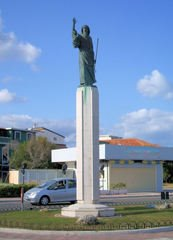
Monumento a San Francesco di Paola

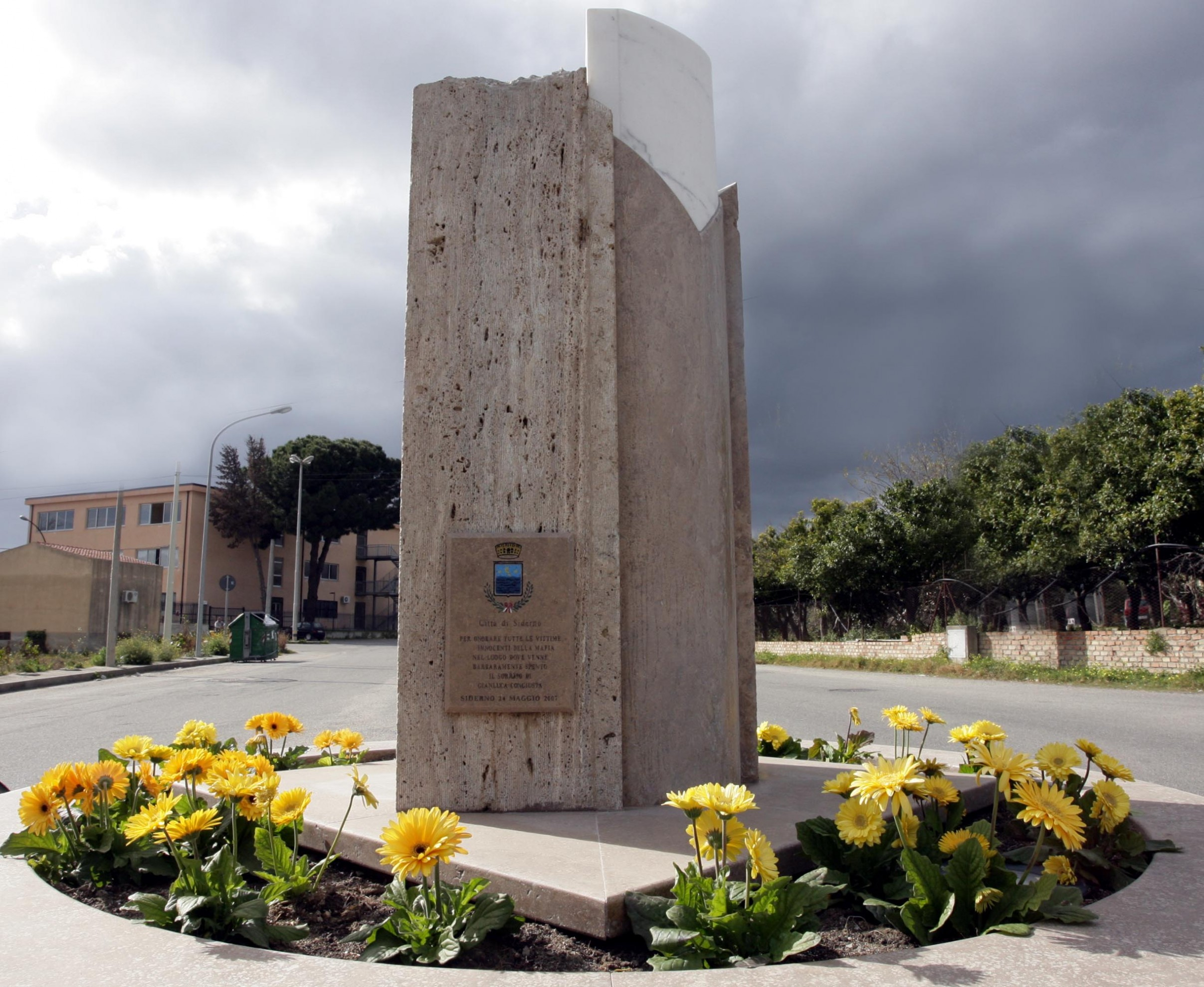
Monumento alle vittime della criminalità
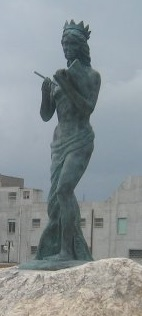
Statua della musa Calliope

Monumento al marinaio
Questo monumento divenuto simbolo della Città di Siderno,raffigura la vita di ogni marinaio; fu realizzato dall'estroso maestro, Giuseppe Correale nel 1990. Alla base del monumento è rappresentato il mare e, il vortice che si allarga verso l'alto, simboleggia i pericoli che il marinaio affronta ogni giorno: sull'albero maestro sono raffigurati tre gabbiani, quali compagni di viaggio del marinaio; sulla vela è rappresentata la luna, che di notte entra a far parte della vita di ogni marinaio.
Monumento a Michele Bello
In piazza Cavour, presente sul lato mare del corso della Repubblica, in pieno centro, è possibile reperire un busto dedicato a Michele Bello, uno dei cinque martiri di Gerace e del Risorgimento; anche questa opera è stata scolpita da Giuseppe Correale. Sempre a Michele Bello è intitolata una via di Siderno e un Istituto Scolastico, oggi denominato Istituto Comprensivo Michele Bello-Gesumino Pedullà.
Monumento a San Francesco
Dedicato a san Francesco di Paola, compatrono di Siderno, è opera dello scultore sidernese Giuseppe Correale ed è situato alla rotonda, posta sul lato sud del lungomare.
Musa Calliope
La statua bronzea della Musa Calliope è situata sul lato nord del lungomare. A maggio 2022, l'amministrazione comunale di Siderno ha promosso l'iniziativa di realizzare sul lungomare Nord antistante la Statua di Calliope, una panchina di colore viola al fine di richiamare l'attenzione dei cittadini sui gravi disagi vissuti da chi soffre della sindrome fibromialgica.
Monumento a Maria SS. di Portosalvo
Sorge accanto all'attuale chiesa dedicata alla Vergine, ovvero dove un tempo esisteva l'antica chiesa (datata 1671). Prima ancora che venisse edificata l'antica chiesa sorgeva una cappelletta sempre dedicata a Maria SS. di Portosalvo, eretta dai marinai, presso la vecchia torre.

## Riconoscimenti
Bandiera Blu
Negli anni 2020,2021,2022,2023,2024 e 2025 alla città di Siderno, è stata attribuita, (corrispondente alla quarta volta nella sua storia), la bandiera blu, riconoscimento questo alle località di mare più pulite.

### Aree naturali
Villa Comunale
L'area si trova tra la Ferrovia Jonica e il centro del lungomare, a fianco dell'YMCA. All'interno della villa comunale, rinnovata recentemente sono presenti diversi alberi secolari con un laghetto circondato da una ricca e variegata vegetazione.

## Società

### Evoluzione demografica
Abitanti censiti

Nel decennio 1991 - 2001 la popolazione residente ha fatto registrare un aumento di abitanti pari al 2,83%. Dal censimento del 2001 la popolazione risultava distribuita in 5 457 nuclei familiari con una media per nucleo familiare di 3,07 componenti.

### Etnie e minoranze straniere
Al 31 dicembre 2022 la popolazione straniera è di 716 persone, pari al 3,76% della popolazione.

### Tradizioni e folclore
Il 29 aprile di ogni anno ricorre l'anniversario dell'apparizione della Madonna di Portosalvo (avvenuta nel 1958). Molto sentita dalla popolazione è la venerazione della Madonna di Porto Salvo e nella prima decade di settembre di ogni anno si svolge una grande festa patronale in suo onore.

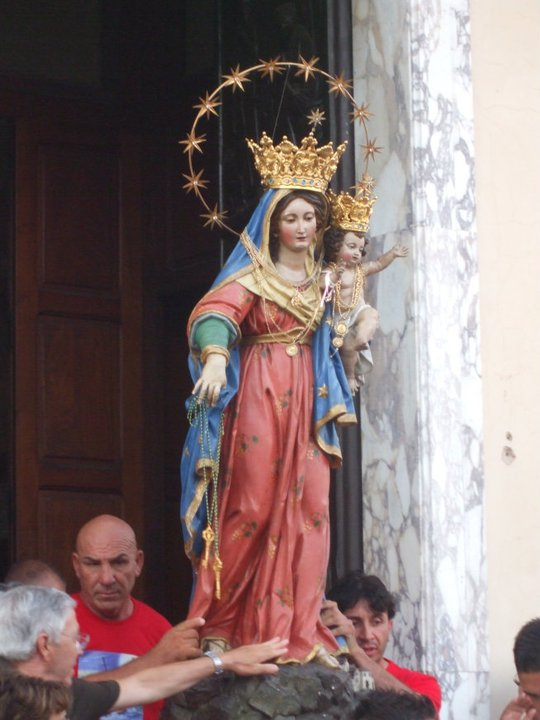
Statua della Madonna di Portosalvo

## Cultura

### Istruzione

#### Scuole
Hanno sede in Siderno scuole dell'Infanzia, due scuole primarie, due scuole secondarie di primo grado e tre istituti superiori (Commerciale-Geometri, Industriale e Artistico-Alberghiero).

#### Biblioteche
Ha sede a Siderno una biblioteca comunale e mediateca intitolata ad Armando La Torre. La Biblioteca è dotata di circa 30 000 volumi, si trova a poca distanza dalla sede del palazzo municipale, per consentire la migliore fruibilità e accrescere l'interesse dei cittadini verso le attività culturali promosse dalle biblioteche stesse.
Nel lontano 2013, la sede della biblioteca fu spostata al plesso Lorenzini di Siderno Superiore e questa sua decentralizzazione in locali ritenuti non idonei, destò, a suo tempo, vive polemiche da parte dei sidernesi.
Musei
Museo della scuola
Museo la casa del contadino
Museo all'aperto Parco d'Ercole

## Media

### Stampa
- La Riviera: settimanale cartaceo, ogni domenica; quotidiano on line di informazione.
- L'Eco della Locride, quotidiano online di informazione.

### Emittenti Radio e televisive
- Radio Siderno La Cometa, dal 1976 la prima radio in FM (90.2 - 103.5) nella Locride.
- Radio Star 2000, sulla frequenza FM 99.4, è la radio in onda 24h su 24 da Siderno Marina. Ha un sito web: ; ed e un sito Facebook: Radio Star 2000
- TeleRadio Sud, con sede in Siderno, è stata la prima emittente televisiva della Locride, attiva dal 1981 al 2013.
- Italianaradio, dal 1986 radio sulle frequenze FM (92.000 - 97.300 - 99.100)

## Geografia antropica

### Frazioni
Campo, Donisi, Ferraro, Flavia, Fossecalì, Garino, Grappidaro, Gonìa, Lamia, Mirto, Oliveto, Pellegrina, Perticia, Pezzillini, Salvi, San Policarpo, Siderno Superiore, Trigoni, Vennarello, Zammariti, Pantaleo.

## Economia
Siderno Marina rappresenta il polo economico della città ed il centro più sviluppato e più popoloso dell'intera Locride: è infatti dopo Reggio Calabria, Palmi e Gioia Tauro rappresenta il quarto centro più popoloso della provincia.
Nel 2001 sul territorio del comune erano presenti 264 attività industriali con 926 addetti pari al 23,48% della forza lavoro occupata, 505 attività di servizio con 1.011 addetti pari al 25,64% della forza lavoro occupata, altre 344 attività di servizio con 950 addetti pari al 24,09% della forza lavoro occupata e 41 attività amministrative con 1 056 addetti pari al 26,78% della forza lavoro occupata.
Risultavano occupati complessivamente 3.943 individui, pari al 23,56% del numero complessivo di abitanti del comune.

## Infrastrutture e trasporti

### Strade statali
- Strada Statale 106 Jonica, (Vecchia Strada Statale 106 - Oggi E90), che percorre tutti i paesi rivieraschi della Locride;
- Strada Statale 106 var/B Jonica (o Variante E90-SS106 Locri-Roccella Jonica);
- Strada di Grande di Comunicazione Jonio-Tirreno SS 682, Marina di Gioiosa-Rosarno;

La città di Siderno è attraversata lungo la riviera dalla vecchia Strada Statale 106 - oggi E90 e mai potenziata Ferrovia Jonica che collega, a binario unico, Reggio Calabria con Taranto.

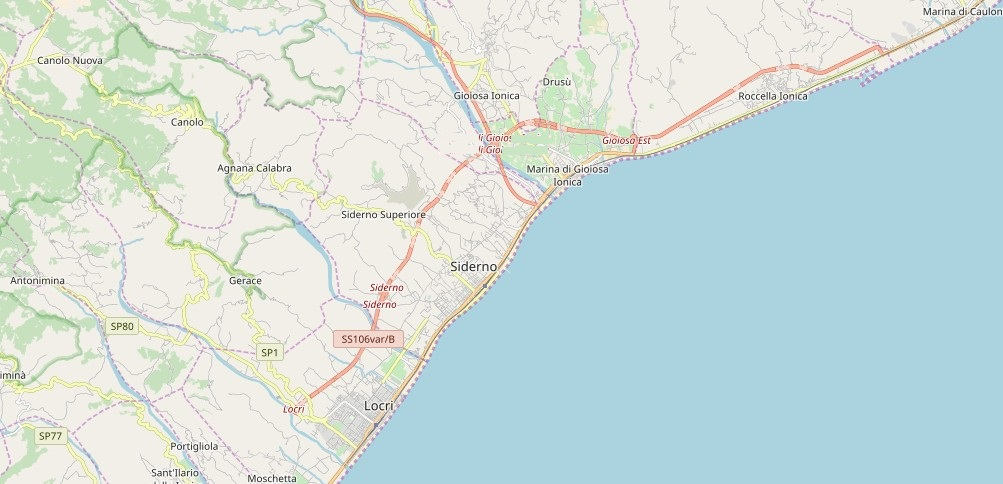
Percorso della S.S. 106 Var B

S.S.106 Variante B Jonica. Tra Locri e Roccella è stata realizzata la strada statale 106 var/B. Questa è classificata come strada extraurbana principale, ha inizio in località Canneti di Locri, è stata aperta nell'aprile 2013 ed ha la funzione, correndo parallelamente alla vecchia 106, di evitare di attraversare i centri abitati (di Locri, Siderno, Marina di Gioiosa Jonica e Roccella Jonica) percorrendoli a monte del loro territorio. Questa variante ha una lunghezza di 23,150 chilometri, lungo il suo percorso si trovano diversi svincoli, uno di questi consente di accedere allo scorrimento veloce Jonio-Tirreno. 
La Strada extraurbana tra Locri e Roccella rappresenta anch'essa un veloce collegamento ed è stata denominata strada statale 106 var/B Jonica (o Variante E90-SS106 Locri-Roccella Jonica), in quanto corre in modo parallelo alla vecchia Strada Statale 106, quest'ultima attraversa le stesse cittadine,sul lato mare. La var/B termina alla fine dell'abitato di Roccella Jonica (all'altezza del Km 118+850) dove consente di riammettersi sulla E90 e di proseguire verso Nord, lungo la costa Jonica.
Siderno, per il tramite della Strada di Grande Comunicazione Jonio-Tirreno SS 682, è collegata con l'Autostrada Salerno-Reggio Calabria (A2) e col Porto di Gioia Tauro, importante scalo commerciale del Mar Mediterraneo. La Strada Statale 682 Jonio-Tirreno, a scorrimento veloce, ha origine a Grotteria Mare - Marina di Gioiosa Jonica, ed ha uno svincolo che consente di raggiungere Gioiosa Jonica, e da qui l'entroterra delle cittadine di Martone, di Grotteria e di San Giovanni di Gerace. Proseguendo sulla SS682, pochi km più avanti, è situata l'uscita per Mammola. La Strada di G.C. Jonio-Tirreno prosegue ancora, questa volta valicando l'Appennino ovvero il Monte della Limina (dove è stata realizzata una Galleria, detta della Limina, lunga 3 km) che giunge, attraverso un "serpentone di cavalcavia" posto di fianco o sulla Vallata del Torbido, allo svincolo dell'entrata autostradale (A2) in direzione Reggio Calabria o Salerno o, ancora prosegue, terminando nell'abitato di Rosarno.

### Strade provinciali
- Strada provinciale 5, ex 281, di Marina di Gioiosa Jonica-Rosarno, segue un percorso simile a quello della SS 682 Jonio-Tirreno (Gioiosa-Rosarno): inizia a Rosarno, passa per Melicucco, Polistena, Cinquefrondi e attraverso il Passo della Limina raggiunge i paesi di Mammola e Marina di Gioiosa Jonica e quindi la costa Jonica sulla SS 106/E90, Reggio Calabria-Taranto.

## Amministrazione

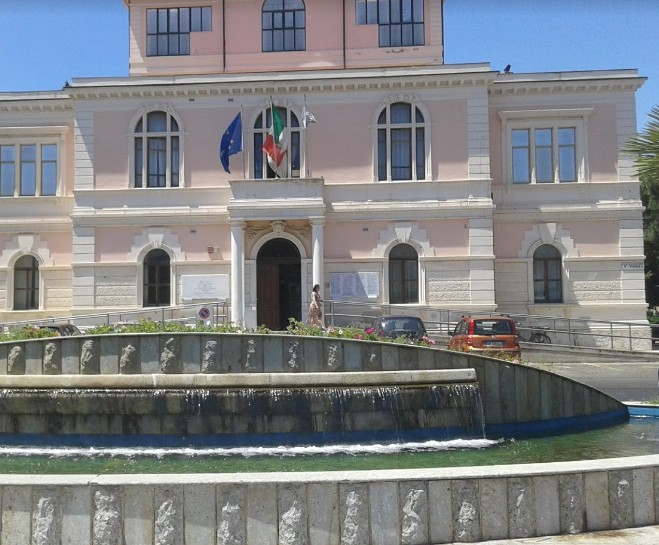
Palazzo Municipale

Il Comune di Siderno è compreso nel Circondario di Locri.
| Periodo           | Periodo           | Primo cittadino      | Partito                                                    | Carica                             | Note                           |
| ----------------- | ----------------- | -------------------- | ---------------------------------------------------------- | ---------------------------------- | ------------------------------ |
| 16 ottobre 1943   | 12 aprile 1946    | Antonio De Leo       | CLN                                                        | sindaco                            | [ 28 ] [ 29 ]                  |
| 13 aprile 1946    | 10 luglio 1970    | Cosimo Iannopollo    | Lista civica "Concentrazione Democratica Popolare" (PSIUP) | sindaco                            | Eletto consigliere provinciale |
| 11 luglio 1970    | 21 ottobre 1970   | Cesare Racco         | PSI                                                        | sindaco facente funzioni           | [ 28 ] [ 31 ]                  |
| 22 ottobre 1970   | 28 ottobre 1978   | Giovannino Riccio    | PSI                                                        | sindaco                            | [ 28 ] [ 32 ]                  |
| 29 ottobre 1978   | 26 dicembre 1978  | Oreste Sorace        | PSI                                                        | Assessore anziano facente funzioni | [ 28 ] [ 33 ]                  |
| 27 dicembre 1978  | 26 maggio 1979    | Oreste Sorace        | PSI                                                        | sindaco                            | Deceduto in carica             |
| 27 maggio 1979    | 8 luglio 1979     | Antonio Bonavita     | PSI                                                        | sindaco facente funzioni           | [ 28 ]                         |
| 9 luglio 1979     | 5 settembre 1980  | Peppino Brugnano     | PSI                                                        | sindaco                            | [ 34 ]                         |
| 6 settembre 1980  | 14 maggio 1982    | Giuseppe Romeo       | PSI                                                        | sindaco                            | [ 28 ] [ 35 ]                  |
| 15 maggio 1982    | 8 dicembre 1983   | Paolo Lanzafame      | PSI                                                        | sindaco                            | [ 28 ] [ 36 ]                  |
| 9 dicembre 1983   | 26 luglio 1984    | Francesco De Stefano | -                                                          | commissario prefettizio            | [ 28 ]                         |
| 27 luglio 1984    | 6 agosto 1984     | Francesco Calabrò    | -                                                          | commissario prefettizio            | [ 28 ]                         |
| 7 agosto 1984     | 7 ottobre 1984    | Francesco De Stefano | -                                                          | commissario prefettizio            | [ 28 ]                         |
| 8 ottobre 1984    | 28 agosto 1985    | Paolo Catalano       | PSI                                                        | sindaco                            | [ 28 ] [ 37 ]                  |
| 29 agosto 1985    | 11 marzo 1988     | Cosimo Iannopollo    | PSI                                                        | sindaco                            | [ 28 ] [ 30 ]                  |
| 12 marzo 1988     | 24 settembre 1990 | Paolo Catalano       | PSI                                                        | sindaco                            | [ 28 ] [ 37 ]                  |
| 25 settembre 1990 | 30 giugno 1994    | Luciano Racco        | PSI                                                        | sindaco                            | [ 28 ] [ 38 ]                  |

### Elezione diretta del sindaco (dal 1993)
| Periodo          | Periodo          | Primo cittadino                                       | Partito                                    | Carica                    | Note          |
| ---------------- | ---------------- | ----------------------------------------------------- | ------------------------------------------ | ------------------------- | ------------- |
| 1º luglio 1994   | 30 aprile 1996   | Domenico Panetta                                      | Lista civica "Lavoro e progresso"          | sindaco                   | [ 28 ] [ 39 ] |
| 1º maggio 1996   | 18 novembre 1996 | Pietro Lisi                                           | -                                          | commissario prefettizio   | [ 28 ] [ 39 ] |
| 19 novembre 1996 | 13 maggio 2001   | Domenico Panetta                                      | Lista civica "Lavoro e progresso"          | sindaco                   | [ 28 ] [ 39 ] |
| 13 maggio 2001   | 10 giugno 2006   | Alessandro Figliomeni                                 | FI                                         | sindaco                   | [ 28 ] [ 39 ] |
| 11 giugno 2006   | 3 agosto 2006    | Alessandro Figliomeni                                 | FI                                         | sindaco                   | [ 28 ] [ 39 ] |
| 4 agosto 2006    | 17 ottobre 2006  | Domenico Bagnato                                      | -                                          | commissario prefettizio   | [ 28 ] [ 39 ] |
| 18 ottobre 2006  | 1º marzo 2010    | Alessandro Figliomeni                                 | FI-PdL                                     | sindaco                   | [ 28 ] [ 39 ] |
| 2 marzo 2010     | 27 maggio 2010   | Mario Rosario Ruffo                                   | -                                          | commissario straordinario | [ 28 ]        |
| 28 maggio 2010   | 17 maggio 2011   | Rosalba Scialla                                       | -                                          | commissario straordinario | [ 28 ]        |
| 18 maggio 2011   | 9 aprile 2013    | Riccardo Ritorto                                      | lista civica "Per Siderno Io Ci Sto" (PdL) | sindaco                   | [ 28 ] [ 39 ] |
| 9 aprile 2013    | 31 maggio 2015   | Francesco Tarricone Eugenio Pitaro Maria Cacciola     | -                                          | commissario straordinario | [ 40 ]        |
| 31 maggio 2015   | 9 agosto 2018    | Pietro Fuda                                           | CD                                         | sindaco                   | [ 39 ]        |
| 9 agosto 2018    | 18 ottobre 2021  | Maria Stefania Caracciolo Matilde Mulè Augusto Polito | -                                          | commissario straordinario | [ 40 ]        |
| 18 ottobre 2021  | in carica        | Maria Teresa Fragomeni                                | PD                                         | sindaco                   | [ 39 ]        |

### Gemellaggi
- Sasso Marconi[41]
- Thunder Bay
- Sebeș[42]

## Sport

### Calcio
- A.S.D. Siderno 1911 (nel girone D di (Prima Categoria)
- A.S.D. Real Siderno (2009/2010)
- A.S.D. Città Di Siderno (nel girone D di (Prima Categoria)
- A.S.D. Juventina Siderno 1993 (Settore Giovanile)
- A.S. Fossa dei Leoni 2006/2015 (Settore Giovanile)
- A.S.D. Union Siderno 2015 (Settore Giovanile)
- A.S.D. Giovanotti Siderno 2009/2013 (Amatori)
- A.S.D. Vavalaci Siderno (Amatori)

### Calcio a 5
- A.S. Football Five Siderno '94 (settore giovanile)
- A.S.D. Atletico Siderno C5
- S.S.D. Fantastic Five Siderno

### Tennis
- Tennis Club Siderno

### Pallacanestro
- Ymca Basket Siderno
- Arnold's Siderno

### Padel
- AF Padel Club Siderno

### Burraco
- ASD Burraco Siderno

### Impianti sportivi
- Stadio Comunale "Filippo Raciti", situato in via Tamburi ha una capienza di tremila posti. È un impianto sportivo, considerato un fiore all'occhiello per la città di Siderno. È l'unico campo sportivo del comprensorio dotato di pista in tartan a otto corsie per praticare l'atletica leggera o le varie discipline a essa collegate. Spesso è fruibile per gli allenamenti, da numerosi podisti e dagli amanti dell'attività motoria all'aperto. Gli orari di apertura sono dal lunedi al sabato dalle ore 7-9 e dalle 17 alle 20.
- Centro Polifunzionale (chiuso ormai da diversi anni), posto nel cuore di Siderno, a due passi dalla rotonda di via dei Colli, è un centro di aggregazione sportiva, con annesso bar-pizzeria, cui fanno riferimento molte associazioni sportive e la cui gestione è affidata a una cooperativa. È dotato di un'ampia sala dove si svolgono convegni e altri importanti eventi
- Palazzetto dello Sport, si affaccia su piazza della Cittadinanza Europea.